# Ceraclea nepha
Ceraclea nepha är en nattsländeart som först beskrevs av Ross 1944.  Ceraclea nepha ingår i släktet Ceraclea och familjen långhornssländor. Inga underarter finns listade i Catalogue of Life.